# Chott

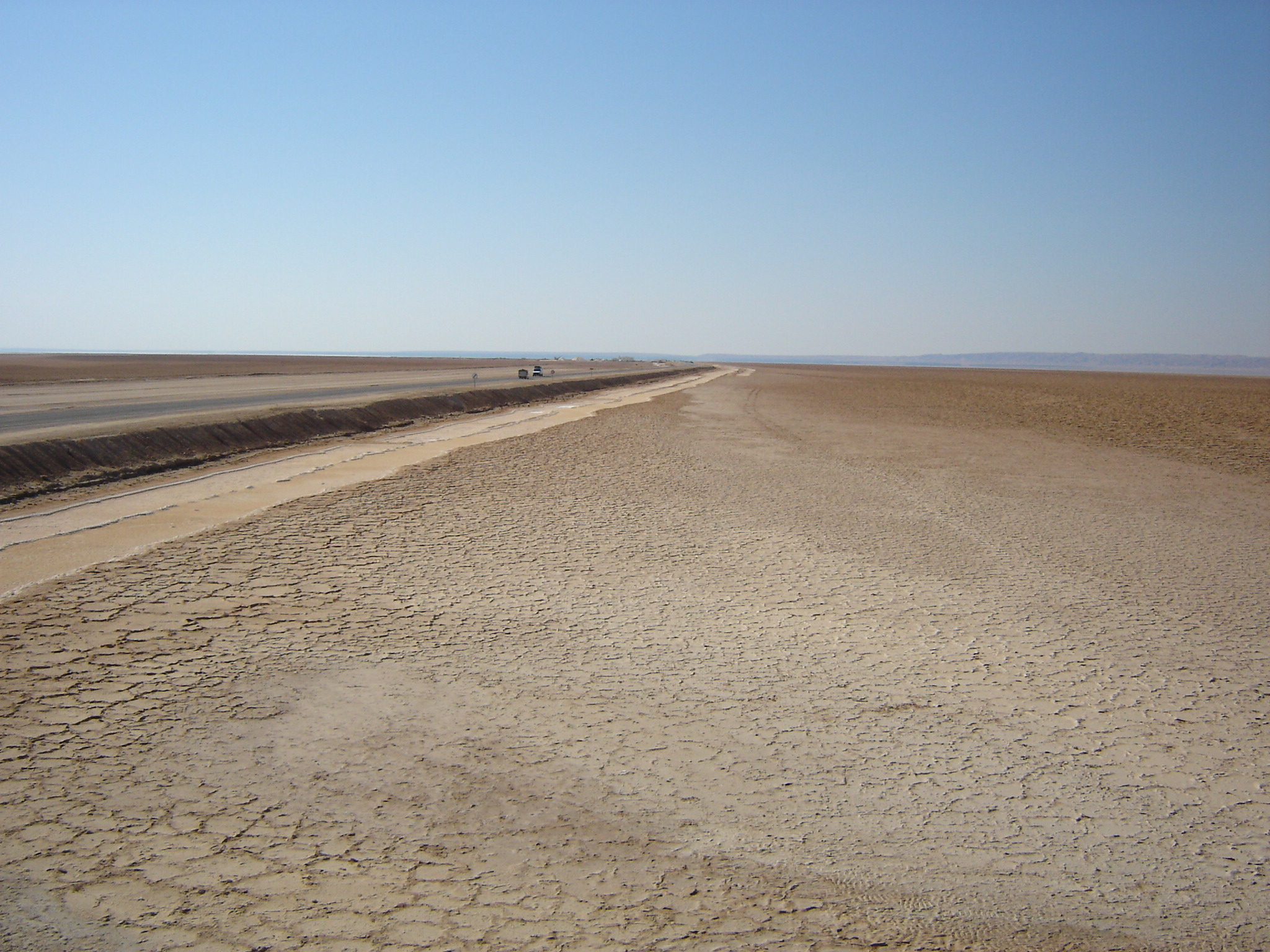
Chott el Jerid, Tunísia

Um chott é a designação usada no Norte de África para designar um deserto de sal ou lago salgado situado em regiões áridas que, embora seja permanente, se modifica ao longo do tempo pelas chuvas, podendo acontecer que grande parte da sua área esteja seca, pelo menos à superfície. O termo tem origem no árabe شط, romaniz.: šaṭṭ ou chatt, que significa "banco" ou "costa", de raiz šṭṭ ("exceder", "desviar").
Os geomofólogos usam o termo tanto para descrever a parte inundada pelo lago, como as suas margens, que apresentam alguma vegetação e que faz parte de um conjunto mais amplo a que chamam sebkha, um termo que em alguns contextos é usado como sinónimo de chott e noutros contextos designa uma salina, geralmente junto ao mar, cujo nível de água também é variável, e que é alimentada por água do mar.
Os chotts são alimentados de forma descontínua aquando das raras chuvas e estão sujeitos a forte evaporação, que faz acumular os sais na superfície de lamas, os quais são por vezes explorados economicamente. Por vezes a água pode provir do degelo de neves de montanhas ou ainda de descargas artesianas de águas subterrâneas.
Apesar do termo ser usado quase exclusivamente para formações do deserto do Saara, na prática o Mar de Aral pode considerar-se um chott.